# Andy Knowles
Andrew John Knowles (Bolton, Inglaterra, 30 de junho de 1981) foi baterista da banda nova-iorquina The Fiery Furnaces. Foi promovido de roadie a quase-membro oficial do Franz Ferdinand, onde toca bateria e teclado em algumas músicas, como Walk Away, onde faz uma pequena participação no clipe.